# Tallapoosa County
Tallapoosa County är ett administrativt område i delstaten Alabama, USA, med 41 616 invånare. Den administrativa huvudorten (county seat) är Dadeville. 

## Geografi
Enligt United States Census Bureau så har countyt en total area på 1 985 km². 1 860 km² av den arean är land och 125 km² är vatten.

### Angränsande countyn
- Clay County - nord
- Randolph County - nordöst
- Chambers County - öst
- Lee County - sydöst
- Macon County - syd
- Elmore County - sydväst
- Coosa County - väst